# 梅拉诺温泉疗养馆

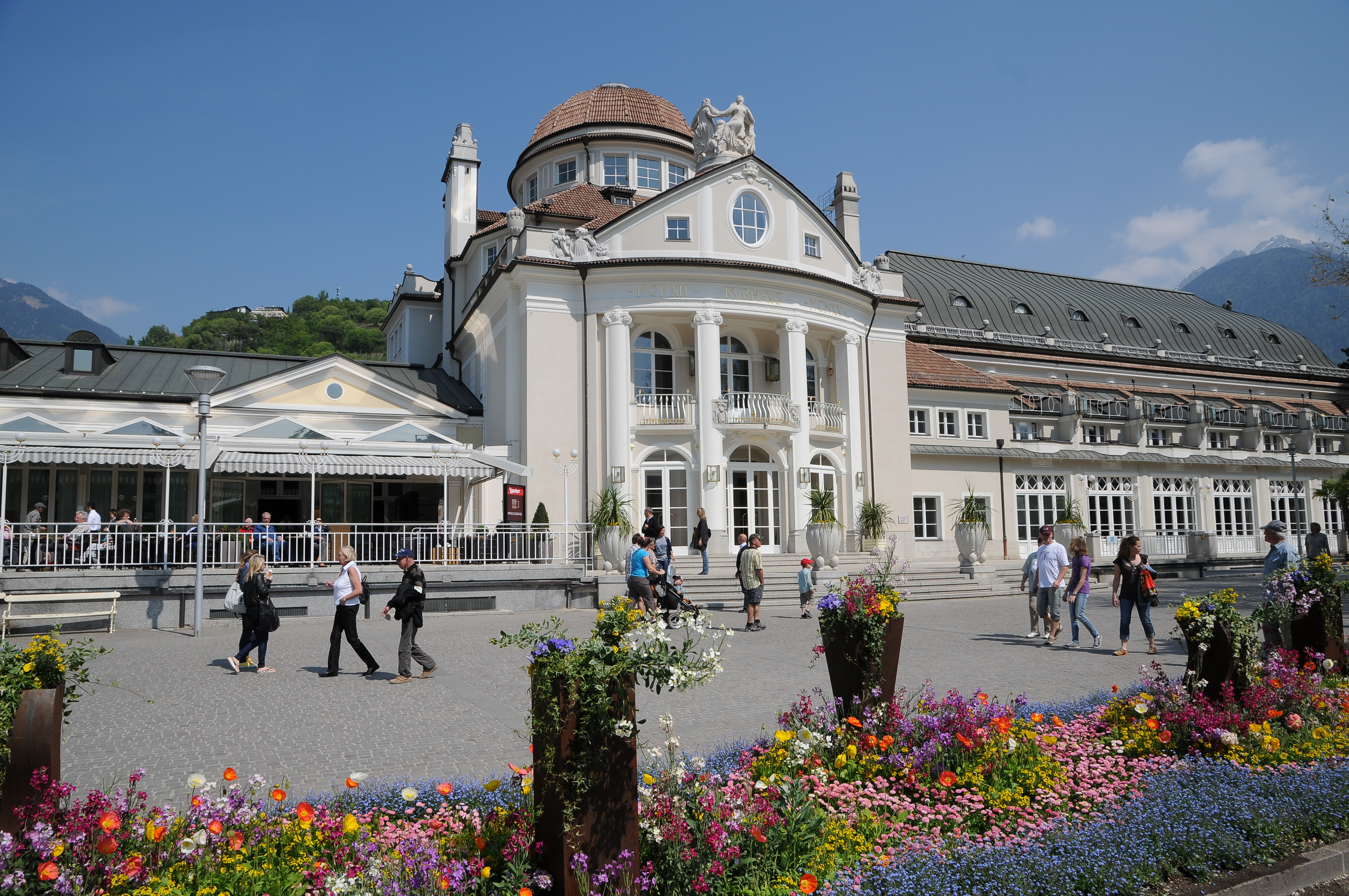

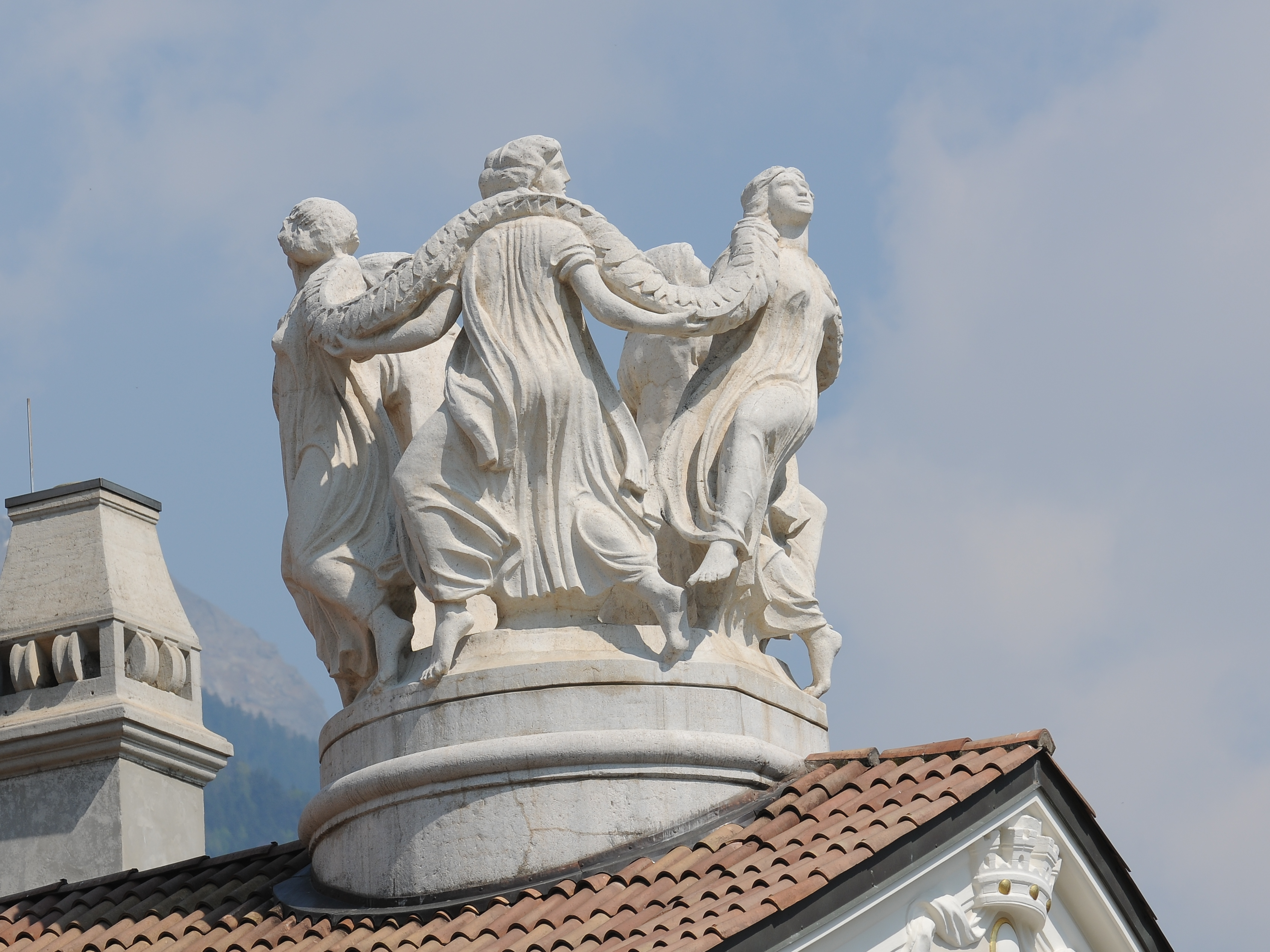

温泉疗养馆（Kurhaus）是博尔扎诺-上阿迪杰自治省梅拉诺, 著名的建筑，也是它的象征。
由于伊丽莎白皇后和贵族们经常造访梅拉诺，使这里成为受欢迎的温泉度假胜地，这时修建了这座华丽的建筑。最初的建筑即今天的西楼，建于1874年，而新楼则是在1912年到1914年，由维也纳建筑师弗里德里希·奥曼所建。外部设有一个带柱子的大门廊，并装饰有寓言雕像。从远处可以看到圆顶。
内部装饰着鲁道夫·杰特马尔、霍拉齐奥·盖格和亚历山大·罗索格的画作， 并设有各种会议和展览室，用于活动和音乐会。宏伟的"库尔萨尔"（Kursaal）是大楼里最壮观的大厅。Spa区设有各种娱乐室、沙龙、阅览室，最初还设有一个吸烟休息室。
赌博也由绅士协会组织，直到二战后官方化。